# Dasychira brunescens
Dasychira brunescens är en fjärilsart som beskrevs av Sevastopulo 1957. Dasychira brunescens ingår i släktet Dasychira och familjen tofsspinnare. Inga underarter finns listade i Catalogue of Life.